# مانوئل گارسیا تو (تگزاس)
مانوئل گارسیا تو (به انگلیسی: Manuel Garcia II) یک منطقهٔ مسکونی در ایالات متحده آمریکا است که در شهرستان استار، تگزاس واقع شده‌است. مانوئل گارسیا تو ۷۷ نفر جمعیت دارد.